# Хираньякашипу
Хираньякашипу (санскр. हिरण्‍यकशिपु, IAST: Hiraṇyakaśipu — «имеющий золотые одежды») — один из асуров, описываемых в пуранических текстах индуизма. Говорится, что он был могущественным царём в Южной Индии в период Сатья-юги более 3 млн лет назад. Его младший брат Хираньякша был убит Варахой — воплощением Вишну в образе гигантского вепря. Разгневанный Хираньякашипу, решив отомстить Вишну за смерть своего брата, стал совершать суровую аскезу, в результате которой получил особое благословение творца этой вселенной, Брахмы. Когда Хираньякашипу попытался убить своего сына Прахладу за то, что тот поклонялся Вишну, Вишну явился в образе человекольва Нарасимхи и разорвал Хираньякашипу на части. В традиции индуизма история Хираньякашипу и Прахлады является иллюстрацией того факта, что Бог полностью защищает тех, кто Ему безраздельно предан.
В «Сканда-пуране» говорится, что Хираньякашипу называют ещё Хираньякой, поскольку он, посвятив себя суровой аскезе, смог удовлетворить Брахму, другое имя которого — Хираньягарбха.

## Пураническая история Хираньякашипу

### Джая и Виджая
В «Бхагавата-пуране» описывается, как Джая и Виджая, двое слуг Верховного Господа Вишну на Вайкунтхе, оскорбили великих мудрецов, четырёх Кумаров, и в наказание за это вынуждены были родиться три раза на земле как асуры и сразиться с Вишну в одном из его воплощений. В Сатья-югу они родились демонами по имени Хираньякашипу и Хираньякша; в Трета-югу — Раваной и Кумбхакарной, а в конце Двапара-юги — Шишупалой и Дантавакрой. Джая и Виджая согласились стать врагами Вишну и видеть в нём своего недруга. Вишну же согласился убить их (и,тем самым, даровать им спасение),так как говорится, что даже те, кто думают о Вишну с ненавистью, могут получить освобождение в результате такой медитации.

### Рождение Хираньякашипу
Хираньякашипу и Хираньякша были братьями-близнецами, первенцами у Дити и риши Кашьяпы. Дити была дочерью Дакши и сестрой Сати. Рождение детей-асуров у такой святой четы объясняется тем, что Дити, одолеваемая вожделением, вступила в половой контакт со своим мужем Кашьяпой в неблагоприятный для зачатия момент на заходе солнца. Будучи беременной Хираньякашипу и Хираньякшей, Дити знала, что сыновья, которые находились у неё во чреве, принесут множество бед. Поэтому целых сто лет она носила в себе семя Кашьяпы, которому было суждено стать источником многих несчастий для живых существ. Беременность Дити явилась причиной того, что вселенная погрузилась в кромешную тьму от чего девы и люди пришли в беспокойство.
Уже после смерти Хираньякашипу и Хираньякши, у Дити родились сорок девять сыновей Марутов. Хотя их матерью была земная женщина Дити, царь Индра возвёл их до положения девов.

### Потомство Хираньякашипу
Жену Хираньякашипу звали Каядху. Она была дочерью Джамбхи и происходила из рода Дану. Одного за другим она родила ему четырёх сыновей: Самхладу, Анухладу, Хладу и Прахладу, а затем и их сестру Симхику. От брака Симхики с демоном Випрачитом у неё родился демон Раху. Вишну обезглавил Раху, когда тот, переодевшись, пил нектар в обществе девов. Самхлада женился на Крити, которая родила ему сына Панчаджану. Жена Хлады, Дхамани, родила двоих сыновей: Ватапи и Илвалу. Однажды, когда риши Агастья пожаловал в гости к Илвале, тот подал ему угощение из ягнёнка, в которого он превратил своего брата Ватапи. Анухлада женился на Сурье, которая родила ему двух сыновей: Башкалу и Махишу. У Прахлады был единственный сын Вирочана, отец Махараджи Бали. У Бали и его жены Ашаны родилось сто сыновей, старшим из которых был царь Бана. Неустанно поклоняясь Шиве, царь Бана стал одним из его самых знаменитых приближённых.

### Явление Варахи, гибель Хираньякшы и гнев Хираньякашипу
Вишну, воплотившись в образе гигантского вепря Варахи, сразился с Хираньякшей и убил его. Гибель Хираньякши была огромным горем для его брата Хираньякашипу. Хираньякашипу был очень разгневан тем, что Вишну, явившись в облике вепря, убил Хираньякшу. Он заявил, что, убив Хираньякшу, Вараха, Верховная Личность Бога, поступил пристрастно, так как встал на сторону своих преданных. Хираньякашипу начал мстить за своего брата, он делал всё, чтобы свести на нет религиозную жизнь людей. Он призвал демонов и ракшасов нарушить мирную жизнь риши и других жителей Земли, чтобы помешать им проводить религиозные обряды. В результате деятельности Хираньякашипу и других демонов, ведийские огненные жертвоприношения на Земле прекратились.

### Аскезы Хираньякашипу
Хираньякашипу захотел стать бессмертным и ради достижения этой цели стал подвергать себя необычайно суровой аскезе и предавался медитации в долине у подножия горы Мандара. Это очень встревожило девов и Брахма, повелитель этой вселенной, лично отправился к Хираньякашипу, чтобы спросить, для чего тот совершает столь ужасную аскезу. Хираньякашипу сообщил Брахме, что его желанием было стать непобедимым, чтобы к нему не подступали ни болезни, ни старость и чтобы он всегда был защищён от любых врагов. Девы, увидев, что Хираньякашипу погружен в медитацию, успокоились и вернулись в свои обители. Аскеза Хираньякашипу заключалась в том, что он встал на одной ноге в огромный муравейник и простоял там сто лет по исчислению девов. Один день девов равен шести месяцам на Земле, таким образом, аскеза Хираньякашипу продолжалась 18 250 земных лет. За это время черви, муравьи и всевозможные паразиты почти полностью съели его плоть; он сохранял свой жизненный воздух в одних костях.
По прошествии какого-то времени, из головы Хираньякашипу стало вырываться пламя, причинявшее жестокие страдания всем обитателям вселенной. Когда на высших и низших планетах стало невыносимо жарко, девы, встревоженные обрушившимся на них бедствием, вновь покинули свои планеты и отправились к Брахме, чтобы просить его спасти всех от смертельной опасности. Они рассказали Брахме, что Хираньякашипу, не довольствуясь отведённым ему жизненным сроком, решил обрести бессмертие и стать владыкой всех планет. Узнав, ради чего Хираньякашипу предавался медитации и суровой аскезе, Брахма в сопровождении Бхригу, Дакши и других великих мудрецов отправился к Хираньякашипу и окропил его водой из своего кувшина камандалу, после чего, жар, исходивший от пламени, прекратился.

### Брахма благословляет Хираньякашипу
Хираньякашипу выразил Брахме, творцу этой вселенной, глубочайшее почтение — он снова и снова склонился перед ним и вознёс ему молитвы. Брахма, удовлетворённый совершёнными Хираньякашипу аскезами, согласился в награду за пройденное испытание исполнить любое его желание. Немедленно Хираньякашипу попросил Брахму даровать ему бессмертие, на что Брахма ответил, что он не в состоянии сделать это, так как сам не является бессмертным. Тогда Хираньякашипу попросил Брахму сделать его неуязвимым, так, чтобы никто из сотворённых существ — будь то живое или неживое существо, человек, зверь, дева или кто-то ещё — не мог его убить; Хираньякашипу хотел, чтобы его не могло сразить никакое оружие и чтобы смерть не настигла его ни в доме ни на улице, ни днём ни ночью, ни на земле и ни в воздухе. Затем он попросил даровать ему полную власть над всеми планетами и обитателями вселенной, а также наделить восемью мистическими способностями, к которым относятся анима, лагхима и прочие. Своей суровой аскезой Хираньякашипу удовлетворил Брахму, и тот даровал ему благословения, которых он просил. За время аскезы от тела Хираньякашипу почти ничего не осталось, но теперь оно обрело необыкновенную силу и красоту и засияло, словно золото.

### Хираньякашипу покоряет все три мира
Хираньякашипу продолжал ненавидеть Вишну за то, что тот убил его брата Хираньякшу. Хираньякашипу победил всех своих соперников в каждом из трёх миров и подчинил своей власти все живые существа, в том числе девов и асуров. Захватив все планеты и даже обитель Индры, которого он изгнал оттуда, Хираньякашипу, окружённый невиданной роскошью, стал наслаждаться жизнью. Все боги, кроме Вишну, Брахмы и Шивы, оказались у него в подчинении и служили ему. Хираньякашипу приносил огромное беспокойство девам, брахманам и другим праведникам и святым, и к тому же ненавидел Верховного Господа Вишну. Брахманы были крайне недовольны Хираньякашипу и прокляли его. Девы и риши от имени всех обитателей вселенной стали молить Вишну о том, чтобы он избавил их от правления Хираньякашипу. Вишну заверил девов, что страдания, которые Хираньякашипу причиняет обитателям вселенной, скоро закончатся, и эта весть всех обрадовала и успокоила.

### Хираньякашипу и Прахлада

#### Прахлада слушает наставления Нарады в лоне Каядху
У Хираньякашипу от его жены Каядху было четверо сыновей: Самхлада, Анухлада, Хлада и Прахлада, а также дочь Симхика. Когда Хираньякашипу покинул своё царство и отправился на гору Мандара совершать аскезу, остальные асуры, спасаясь от девов, разбежались в разные стороны. Жена Хираньякашипу, Каядху, была в то время беременна Прахладой, и девы, думая, что в её чреве находится ещё один демон, взяли её под стражу. Они намеревались убить её ребёнка, как только он появится на свет. Решив забрать Каядху с собой на райские планеты, девы отправились в путь, но по дороге встретили великого риши Нараду, который остановил их и до возвращения Хираньякашипу приютил Каядху в своём ашраме. Живя в ашраме Нарады, Каядху молилась о том, чтобы с её ребёнком ничего не случилось, и Нарада, заверив её, что ребёнку ничего не грозит, дал ей духовные наставления. Прахлада, хотя и находился ещё в лоне матери, воспользовался случаем и внимательно слушал наставления святого мудреца о том, как служить Вишну.

#### Обучение Прахлады
У духовного наставника Хираньякашипу, Шукрачарьи, было два сына, Шанда и Амарка, которые стали обучать Прахладу. Они пытались учить мальчика политической, экономической и прочей материальной деятельности, но он отказывался следовать их наставлениям. Его привлекала только духовная жизнь. Однажды Хираньякашипу попросил своего сына рассказать о лучшем из того, что он узнал от учителей. Прахлада ответил, что человек, который пребывает во власти материального сознания и, обеспокоен всевозможными проявлениями двойственности должен оставить семейную жизнь и уйти из дома в лес, чтобы поклоняться Верховному Господу Вишну.
Услышав от Прахлады о служении Богу, Хираньякашипу решил, что мальчик попал под тлетворное влияние кого-то из школьных друзей и попросил Шанду и Амарку позаботиться о том, чтобы его сын не стал вайшнавом. Но когда учителя спросили Прахладу, почему он делает не то, чему они его учат, Прахлада ответил, что хочет стать чистым преданным Вишну. Разгневанные этим ответом, учителя принялись угрожать ребёнку страшными наказаниями. Они приложили все силы к тому, чтобы Прахлада усвоил их наставления, а затем опять привели его к отцу.
Хираньякашипу усадил сына к себе на колени и снова попросил его назвать самое ценное из услышанного от своих наставников. Прахлада начал прославлять девять методов преданного служения (бхакти-йоги) Вишну. Хираньякашипу пришёл в ярость и стал ругать Шанду и Амарку за то, что они ведут Прахладу по ложному пути. Учителя ответили царю, что Прахлада с самого начала был вайшнавом и не слушал их наставлений. Убедившись в невиновности школьных учителей, Хираньякашипу спросил Прахладу, где он научился вишну-бхакти. Прахлада в ответ начал давать философские наставления своему отцу. Он сказал, что те, кто слишком привязан к семейной жизни, не способны осознать Бога ни поодиночке, ни сообща. Они вращаются в круговороте самсары и, страдая от повторяющихся рождений и смертей, просто «жуют пережёванное». Прахлада объяснил, что долг каждого человека — осознать Бога.
Взбешённый таким ответом, Хираньякашипу скинул Прахладу со своих колен. Поскольку Прахлада стал преданным Вишну — того, кто убил Хираньякшу, дядю Прахлады, — Хираньякашипу счёл своего сына предателем и велел слугам убить его, что они и попытались сделать всеми способами. Они пронзали Прахладу разным оружием, бросали его под ноги слонам, скидывали с горной вершины, отравить его ядом и тысячами других способов пытались лишить его жизни, однако у них ничего не вышло. Тогда Хираньякашипу начал наполнять страх перед собственным сыном и он заключил Прахладу под стражу. Сыновья Шукрачарьи, духовного учителя Хираньякашипу, снова взялись вразумлять Прахладу, но он не внимал их наставлениям.

#### Прахлада проповедует сыновьям асуров
Прахлада также начал проповедовать о Вишну своим одноклассникам, сыновьям асуров, и те, слушая его, тоже стали вайшнавами. Обращаясь к ним, Прахлада говорил о том, что все живые существа, особенно люди, должны с первых же дней своей жизни стремиться к духовному самопознанию. С детских лет человеку следует усвоить, что основным занятием должно быть поклонение Всевышнему. Не стоит искать мирских наслаждений: человек должен довольствоваться теми материальными благами, которые он может обрести без прилагания больших усилий, и, поскольку жизнь его очень коротка, ему надлежит использовать каждое мгновение для духовного развития. Прахлада говорил о том, что человек, находящийся в заблуждении, думает: «Пока я молод, я буду наслаждаться материальным миром, а когда состарюсь, то встану на путь духовного самоосознания». Прахлада объяснил, что идея эта неосуществима, так как в старости такой человек уже не сможет научиться вести духовный образ жизни. Следовательно, нужно с самого детства посвятить себя служению Богу путём слушания о Его качествах, деяниях и славе, воспевания Его святых имён и других методов бхакти-йоги. Прахлада объявил, что это является долгом каждого живого существа. Он также объяснил, что мирское знание осквернено тремя гунами материальной природы, чем и отличается от знания духовного, полностью свободного от их влияния. Прахлада открыл своим друзьям, что он услышал эти наставления от самого Нарады.

### Явление Нарасимхи
Следуя наставлениям Прахлады, другие сыновья асуров тоже развили в себе привязанность к Вишну. Когда эта привязанность стала явной, их школьные учителя, Шанда и Амарка, к своему ужасу увидели, что мальчики превращаются в настоящих вайшнавов. Сами учителя ничего с этим поделать не могли, и потому они пошли за помощью к Хираньякашипу и подробно рассказали ему, к чему привела проповедь Прахлады. Выслушав их, Хираньякашипу пришёл в великую ярость и решил убить своего сына. Прахлада начал всячески призывать своего демонического отца к благоразумию, но ему так и не удалось успокоить его. Хираньякашипу стал заявлять, что он более велик, чем Вишну, но Прахлада возразил ему, сказав, что Хираньякашипу не Бог, и начал прославлять Всевышнего. «Бог вездесущ, — сказал Прахлада, — все находятся в Его власти и нет никого равного Ему или более великого, чем Он». Потом Прахлада попросил своего отца покориться всемогущему Вишну.
Чем больше Прахлада славил Вишну, тем больше гневался Хираньякашипу. Наконец он спросил своего сына, присутствует ли Бог, о котором тот всё время твердит, в колоннах дворца. Прахлада тут же ответил: «Да, поскольку Бог вездесущ, Он есть и в этих колоннах». Хираньякашипу назвал слова своего юного сына детским лепетом и изо всех сил ударил по колонне кулаком.
Как только он сделал это, раздался оглушительный рёв, от которого содрогнулась вся вселенная. Сначала Хираньякашипу ничего не увидел, кроме колонны, но потом его взору явился Вишну, который, желая подтвердить слова своего преданного Прахлады, явился из этой колонны в удивительном облике Нарасимхи, человекольва. Хираньякашипу сразу же начал сражаться с этим необычным воплощением Бога. Некоторое время Нарасимха наслаждался сражением с Хираньякашипу, а к вечеру, в сумерки, он поймал его, бросил его к себе на колени, ногтями вспорол ему живот и надел его кишки себе на шею как гирлянду.
Вишну принял облик Нарасимхи для того, чтобы убить Хираньякашипу, не нарушив благословение Брахмы, согласно которому Хираньякашипу не мог быть убит ни человеком, ни богом или животным (Нарасимха был наполовину человеком, а наполовину — львом), ни днём и ни ночью (Нарасимха атаковал Хираньякашипу в сумерках), не внутри помещения, и не снаружи (Хираньякашипу был убит в пространстве колонного портика), не на земле и не в воздухе (Нарасимха убил Хираньякашипу, положив его к себе на колено), и никаким видом оружия (Нарасимха разодрал свою жертву своими острыми ногтями).
Нарасимха убил не только Хираньякашипу, но и множество его воинов. Когда сражаться было уже не с кем, Нарасимха, рыча от гнева, сел на царский трон Хираньякашипу. Нарасимха по-прежнему пылал гневом, и девы во главе с Брахмой никак не могли его успокоить. Даже Лакшми, богиня процветания, неразлучная спутница Нараяны, не осмелилась приблизиться к своему супругу Нарасимхе. Тогда Брахма попросил Прахладу подойти к Нарасимхе и успокоить его. Прахлада, уверенный в благосклонности Нарасимхи, ничуть его не боялся. Он степенно подошёл к нему и склонился к его стопам. Нарасимха, полный нежной любви к Прахладе, положил ему на голову свою руку, отчего Прахлада мгновенно обрёл полное духовное знание и преисполнился экстатическим духовным чувством. Прахлада начал возносить Нарасимхе молитвы, которые рассматриваются в индуистской традиции как возвышенные духовные наставления, предназначенные всем людям. Умиротворённый молитвами Прахлады, Нарасимха пожелал одарить его любыми материальными благами. Но Прахладу не прельщали мирские блага. Его единственным желанием было всегда оставаться слугой Нарасимхи.
Теперь вселенная была избавлена от власти грозного асуры, и всех её обитателей охватила великая радость. Девы во главе с Брахмой подошли к Нарасимхе и тоже стали возносить ему молитвы. Пришли также и обитатели высших планет. Среди них были великие святые, питары, сиддхи, видьядхары, наги, Ману, Праджапати, гандхарвы, чараны, якши, кимпуруши, вайталики, киннары и другие существа, имеющие человеческий облик. Все они собрались вокруг Нарасимхи, который, сидя на троне, излучал ослепительное сияние.

## Рождение Марутов
После того, как Вишну, с целью помочь Индре, убил Хираньякшу и Хираньякашипу, их мать Дити возненавидела Индру и загорелась желанием родить сына, который смог бы убить его. Усердным служением она стала добиваться расположения своего супруга, риши Кашьяпы, надеясь, что тот дарует ей могучего сына, способного осуществить её замысел. Кашьяпа поддался очарованию своей прекрасной супруги и пообещал исполнить любое её желание. Однако, когда она попросила его о сыне, который смог бы убить Индру, Кашьяпа пожалел о своих словах и посоветовал Дити пройти вайшнавский очистительный обряд, который она и начала проводить. Индра, проведав о её замысле, принялся следить за ней. Однажды, заметив, что Дити нарушила правила обряда, Индра воспользовался этим и, проникнув в её чрево, рассёк находившегося там сына Дити на сорок девять частей. Так появились сорок девять девов по имени Маруты, и, поскольку Дити исполняла вайшнавские очистительные ритуалы, все её сыновья родились вайшнавами.
Продолжение этой истории описывается в «Калки-пуране»: Калки-аватара убил всех марутов и прочих детей Рудры и Дити, её саму а также Кашьяпу и всех представителей тьмы, кромешной тьмы и полутьмы со всеми демонами, оставив Индру царствовать над небесами. Восстановив дхарму, а также уничтожив Рудру, Чанди, Дургу и Кали, Калки окончил Кали-югу.